# Jasienica (Silésie)
Pour les articles homonymes, voir Jasienica.
Jasienica est une localité polonaise et siège de la gmina du même nom, située dans le powiat de Bielsko-Biała en voïvodie de Silésie.